# Тріетиламін
Тріетиламі́н (англ. triethylamine) — хімічна сполука з формулою (C2H5)3N або ж Et3N, третинний амін. Також іноді зустрічається скорочення «ТЕА», однак його слід використовувати обережно, щоб уникнути плутанини з тріетаноламіном або тетраетиламонієм.

## Одержання
Тріетиламін одержують взаємодією амоніаку з етанолом:
{\displaystyle {\ce {NH3 + 3 C2 H5 OH -> N (C2 H5 )3 + 3 H2 O}}}
Видалити воду з порції тріетиламіну в лабораторному масштабі можна за допомогою кип'ятіння з гідридом кальцію та подальшою перегонкою; альтернативно, можуть бути застосовані 4Å молекулярні сита.

## Властивості й застосування
Тріетиламін широко використовується в органічному синтезі як основа або навіть як основний розчинник. Тріетиламін доступний, дешевий, легко видаляється з реакційних сумішей відгонкою (Ткип = 89 °C).
При взаємодії з кислотами тріетиламін здатний утворювати солі тріетиламонію, що робить його важливим адитивом при отриманні естерів і амідів з ацилхлоридів: утворений тріетиламонійхлорид або -бромід практично нерозчинні в органічних розчинниках (від гексану до ТГФ) і можуть бути видалені фільтруванням:
{\displaystyle {\ce {R2NH + R'C(O)Cl ->[Et_3N][-Et_3NH^+Cl^-] R'C(O)NR2}}}
У присутності алкілгалогенідів тріетиламін реагує до четвертинних солей амонію:
{\displaystyle {\ce {RI + Et3N -> Et3NR+ I-}}}
Якщо це не є запланованою реакцією, то така властивість може виступати значним завадним фактором у реакції; в такому випадку, рекомендується замінити тріетиламін на діізопропілетиламін («основу Гюніга»), для якого утворення четвертинних солей не є характерним.
Як і інші третинні аміни, тріетиламін каталізує утворення пінополіуретанів та епоксидних смол. Він також використовується в реакціях дегідрогалогенування та при окисненні за Сверном.
У ливарному виробництві тріетиламін застосовується в хімічній реакції затвердіння ливарної форми: газоподібний тріетиламін пропускають через суміш піску та зв'язуючого матеріалу протягом 30–60 секунд; потім, формі дають затвердіти при кімнатній температурі.
У часи Другої Світової Війни інженерами Третього Рейху було розроблене ракетне паливо «Tonka», в якому тріетиламін був одною з основних складових. Пізніше, це паливо широко використовували в радянських ракетних системах; у радянській літературі воно мало поширену назву ТГ-02.